# Protazteca capitata
Protazteca capitata är en myrart som beskrevs av Carpenter 1930. Protazteca capitata ingår i släktet Protazteca och familjen myror. Inga underarter finns listade i Catalogue of Life.